# 스포츠 산업
스포츠 산업(sport industry)는 스포츠와 관련된 재화와 서비스를 통해 부가가치를 창출하는 산업을 의미한다. 

## 종류
- 프로페셔널 스포츠
- 스포츠 용품업

## 같이 보기
- 스포츠 경영
- 스포츠 마케팅